# Molnebo herrgård
Molnebo herrgård är en herrgårdsbyggnad, tidigare säteri med anor från 1600-talet. Herrgården är belägen i Molnebo bruk, norr om Morgongåva i Heby kommun.
Vid herrgården fanns från 1755 en järn- och manufakturbrik med tillhörande masugn.